# بيلايا كاليتفا
بيلايا كاليتفا (بالروسية: Белая Калитва) هي إحدى مدن روسيا في الكيان الفدرالي الروسي روستوف أوبلاست.

## أعلام
- رومان أداموف
- ميخائيل بافلوف
- ألكسندر ايفانوف